# Deira
Deira (staroang. Derenrice, Dere) – jedno z mniejszych królestw anglosaskich, założonych w VI wieku przez germańskie plemię Anglów na podbitych terenach Brytanii. W późniejszym okresie Deira połączyła się z sąsiednim królestwem – Bernicją, tworząc Nortumbrię, jedno z państw tzw. heptarchii anglosaskiej.

## Nazwa
Prawdopodobna nazwa państwa oznaczała Królestwo Dębów / dębowe Królestwo, od brytańskiego słowa deru (dąb). Przyjmuje się też wariant, że pochodzi od przepływającej przez ten teren rzeki Derwent i znajdującego się nad nią miasta rzymskiego Derventio(teraz Malton w North Yorkshire).
Przez analogię słowo Derenrice (Derenrige, Deren rike) porównać można z germańską nazwą miejscową: Ôstarrîhhi.

## Terytorium
Terytorium Deiry rozciągało się od estuarium Humber do rzeki Tees oraz od wybrzeża Morza Północnego do zachodnich krańców Doliny York (Vale of York). Tereny te leżą na obszarze dzisiejszego hrabstwa East Riding of Yorkshire.

## Historia
Pierwsza pisemna wzmianka o królestwie Deiry zachowała się w Historii Brittonum i dotyczy Saemila, przodka Elli, który "był pierwszym, który oderwał Deirę od Bernicji", co zdaniem historyków oznaczać może, że wyrwał Deirę spod władzy Brytów. Jest to właściwie jedyna wzmianka o dynastii Deiry przed VII wiekiem.
Pierwszym znanym z imienia władcą Deiry był Ella, o którym Beda Czcigodny pisze w Chronica Majora, że rządził w momencie przybycia misji św. Augustyna, tzn. w 597 roku. Jego następcą został Etelryk. W 604 roku na Deirę najechał Etelfryd z Bernicji, zabił Etelryka, skazał na wygnianie syna Elli, Edwina, i poślubił jego siostrę, Achę. Edwin udał się do Raedwalda, króla Wschodnich Anglów, który przekonał go do przyjęcia chrześcijaństwa i pomógł w powrocie na tron Deiry, pokonując Etelfryda w bitwie nad rzeką Idle. Edwin został również władcą Bernicji. Jego panowanie było pełne sukcesów. Zakończyło się w bitwie pod Hatfield Chase, gdzie Edwin został pokonany przez wojska Mercji i Gwyneddu.
Wraz ze śmiercią Edwina zakończyła się również unia Bernicji z Deirą. Na tronie Deiry zasiadł kuzyn Edwina, Osric. Po jego śmierci w bitwie z Cadwallonem z Gwyneddu trony Bernicji i Deiry znów znalazły się w rękach jednego władcy - syna Etelfryda, Oswalda. Oswald zginął w walce z Pendą z Mercji, a jego brat i następca, Oswiu miał problem z utrzymaniem władzy nad Deirą, która ostatecznie wróciła w ręce potomka Elli, Oswine. Oswiu cały czas próbował odzyskać władzę w Deirze i, kiedy nie udało mu się to w legalny sposób, zlecił zabójstwo Oswine. Mimo tego nie udało mu się przejąć rządów; nie pomógł nawet ślub z Eanfled, córką Edwina. Władcą Deiry został (jako władca zależny) jego bratanek, Etelwald. Po bitwie nad rzeką Winwaed, w której Etelwold stanął po stronie Pendy. Na krótko Oswiu został znów władcą Deiry. Nie był jednak tam popularny i zdecydował się ustanowić królestwo zależne od siebie pod wodzą swego syna Aldfritha. Aldfrith miał jednak skłonności separatystyczne, co widać było zwłaszcza w kwestii religijnej (Alfrit zdecydował o odejściu od liturgii iroszkockiej na rzecz łacińskiej wcześniej, niż uczynił to jego ojciec na synodzie w Whitby). Oswiu odsunął Aldfritha od władzy.
Po śmierci Oswiu władzę nad Nortumbrią przejął jego syn Egfryt. Zdecydował się on na ponowne oddzielenie Deiry jako królestwa zależnego, i osadził na jej tronie swego młodszego brata, Elfwine, chcąc go prawdopodobnie przygotować na swego następcę (Egfryt był bezdzietny). Kiedy Elfwine zginął w bitwie z Mercjanami nad rzeką Trent, ponownie oba królestwa zostały zjednoczone pod rządami Egfryda.
Rok 679 uważany jest za prawdziwy początek zjednoczonej Nortumbrii, gdyż nigdy już Bernicja i Deira nie miały osobnych władców.